# Bataille de Passchendaele
Pour l'adaptation au cinéma, voir La Bataille de Passchendaele.
Pour les articles homonymes, voir Bataille d'Ypres.
Front de l'Ouest de la Première Guerre mondiale
Batailles
Front d'Europe de l’Ouest
- Liège (8-1914)
- Namur (8-1914)
- Frontières (8-1914)
- Anvers (9-1914)
- Grande Retraite (9-1914)
- Marne (9-1914)
- Course à la mer (9-1914)
- Yser (10-1914)
- Messines (10-1914)
- Ypres (10-1914)
- Givenchy (12-1914)
- 1re Champagne (12-1914)
- Hartmannswillerkopf (1-1915)
- Neuve-Chapelle (3-1915)
- 2e Ypres (4-1915)
- Colline 60 (4-1915)
- Artois (5-1915)
- Festubert (5-1915)
- Quennevières (6-1915)
- Linge (7-1915)
- 2e Artois (9-1915)
- 2e Champagne (9-1915)
- Loos (9-1915)
- Verdun (2-1916)
- Redoute Hohenzollern (3-1916)
- Hulluch (4-1916)
- 1re Somme (7-1916)
- Fromelles (7-1916)
- Arras (4-1917)
- Vimy (4-1917)
- Chemin des Dames (4-1917)
- 3e Champagne (4-1917)
- 2e Messines (6-1917)
- Passchendaele (7-1917)
- Cote 70 (8-1917)
- 2e Verdun (8-1917)
- Malmaison (10-1917)
- Cambrai (11-1917)
- Bombardements de Paris (1-1918)
- Offensive du Printemps (3-1918)
- Lys (4-1918)
- Aisne (5-1918)
- Bois Belleau (6-1918)
- 2e Marne (7-1918)
- 4e Champagne (7-1918)
- Château-Thierry (7-1918)
- Le Hamel (7-1918)
- Amiens (8-1918)
- Cent-Jours (8-1918)
- 2e Somme (9-1918)
- Bataille de la ligne Hindenburg
- Meuse-Argonne (10-1918)
- Cambrai (10-1918)

Front italien
Front d'Europe de l’Est
Front des Balkans
Front du Moyen-Orient
Front africain
Bataille de l'Atlantique
La bataille de Passchendaele (pour les Britanniques), aussi appelée la troisième bataille d'Ypres (Ypernschlacht) par les Belges néerlandophones et la troisième bataille des Flandres (Dritte Flandernschlacht) par les Allemands, eut lieu entre le 31 juillet et le 6 novembre 1917 à Passchendaele (en néerlandais : Passendale), en Flandre-Occidentale, pendant la Première Guerre mondiale. Elle opposa l'armée britannique, l'armée canadienne et des renforts de l'armée française, à l'armée allemande.
Pour l'armée française, cette bataille est dénommée la deuxième bataille des Flandres (juillet-octobre 1917).

## Contexte

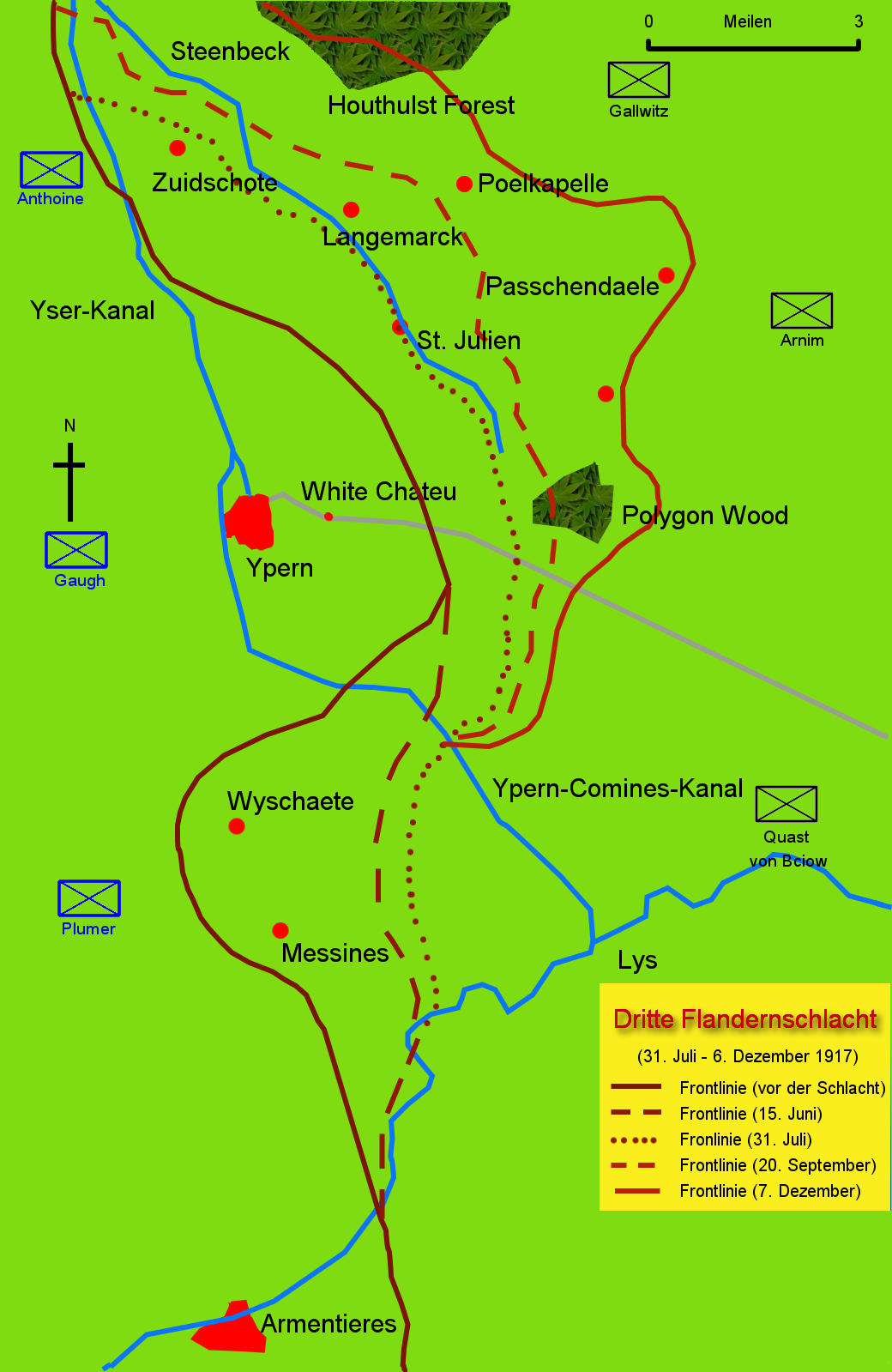
Les deux premières lignes depuis la gauche (en rouge foncé) désignent la progression alliée avant la bataille de Passchendaele même.

Après le succès obtenu en juin 1917 lors de la bataille de Messines par les troupes britanniques du général Herbert Plumer, Douglas Haig, le commandant en chef du BEF (British Expeditionary Force), estime qu'une percée est possible. Pour lancer son offensive, il choisit le secteur d'Ypres au sud-ouest de la Flandre, au nord-ouest de la Belgique. Grâce à ce nouvel assaut, Haig espère atteindre les bases de U-boats situés à Bruges, à 50 kilomètres du front. En effet, à cette période de la guerre, l'offensive sous-marine allemande atteint son apogée et commence à peser fortement sur l’économie britannique.
Cependant, l'objectif principal est de déloger les Allemands de leurs positions sur la crête entre Westrozebeke et Broodseinde avant l'hiver, et de pouvoir réaliser la très attendue percée.
Le succès de l'offensive dépend essentiellement de sa vitesse d'exécution, puisque l'on sait par expérience que, dans cette zone, il y a au mieux trois semaines d'affilée sans pluie en cette saison. Or la pluie continuelle ralentit les mouvements et condamne quasiment toute tentative d'assaut. Elle s'abat sur le secteur d'Ypres bien plus tôt que prévu : la boue fait son apparition et les cratères d'obus se transforment en dangereux bourbiers. Malgré ce contretemps météorologique, l'offensive est maintenue : le centre du dispositif est confié à la 5e armée du général Hubert Gough, la droite à la 2e armée de Plumer et la gauche à la 1re armée française (1er et 36e CA) du général Anthoine. C’est la IVe armée allemande qui se trouve en face.

## Déroulement

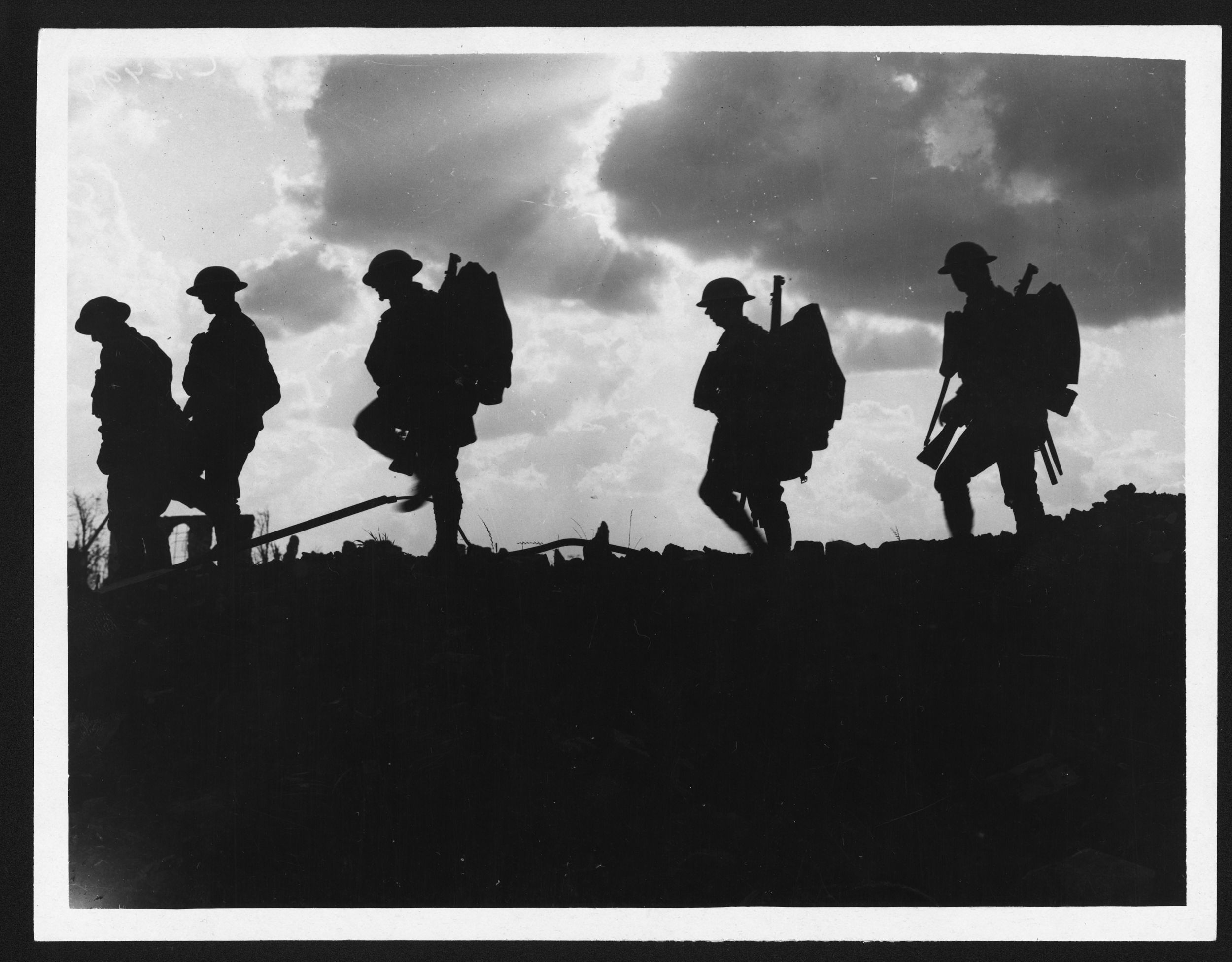
Soldats d'un régiment du Yorkshire en marche à la tombée de la nuit.

### Offensive du31 juillet
L'offensive débute le 31 juillet 1917 à 3 h 30 du matin, par un épais brouillard qui ne facilite pas la progression britannique. Rapidement, on s'aperçoit que l'avancée est plus difficile et plus lente que prévu.
Toutefois, les troupes alliées remportent quelques succès : au nord d'Ypres, l'armée française passe l'Yser sur vingt-neuf ponts jetés par le génie, s'empare de Steenstrate et de plusieurs lignes ennemies, dépassant ses objectifs, enlevant Bikschote (1re DI) et le fameux cabaret Korteker. Au centre, les Britanniques s'enfoncent de trois kilomètres dans les lignes adverses et s'emparent de plusieurs villages, entre autres celui de Saint-Julien.
Cependant au sud-est, après la prise de la Basse Ville et de Hollebeke, la poussée vers la route Ypres-Menin est bloquée, notamment en raison d'une pluie incessante qui ralentit considérablement les mouvements de troupes. Ces deux semaines de pluie permettent aux Allemands de se réorganiser, et de faire face plus efficacement aux assauts britanniques.

### Offensive du16 août
Le 16 août, Haig lance une nouvelle offensive. La 5e armée de Gough est lancée contre la ligne Geluveld-Langemark. Les troupes françaises franchissent le Steenbeck et conquièrent la tête de pont de Drie-Grachten. Les Anglais s'emparent de Langemark, mais l'avancée s'arrête là. Le moral des soldats britanniques s'effondre.

### Offensive du20 septembre
Étant donné l'échec de l'assaut du général Gough, Haig ordonne à la 2e armée de Plumer d'attaquer le plateau de Geluveld au nord de ses positions, mais au sud d'Ypres. La troisième offensive de la bataille de Passchendaele débute le 20 septembre à 5 h 40 : quatre divisions, dont deux australiennes incluant un régiment sud-africain, se lancent à l'assaut d'un front de six kilomètres entre Klein Zillebeke et le Westhoek.
La progression des Britanniques se fait mètre par mètre et ceux-ci subissent les constantes contre-attaques des troupes allemandes. Une division anglaise atteint presque le village de Geluveld et le bois du Polygone est conquis. Au nord, la 5e armée progresse jusqu'à Zonnebeke.

### Offensive du6 novembre
L'ultime offensive, fixée le 6 novembre à 6 h, est confiée au Corps canadien de Currie et a pour objectif les villages de Passchendaele et de Mosselmarkt, et la crête au-delà. Les 1re et 2e divisions, appuyées par un puissant barrage d'artillerie, enlèvent les deux villages en deux heures avec des pertes s'élevant à 2 238 hommes.
Enfin, le dernier assaut du 10 novembre permet d'atteindre le reste des hautes terres surplombant Ypres, et de les prendre malgré les tirs allemands. La bataille de Passchendaele, connue également sous le nom de troisième bataille d'Ypres, s'arrête là.

#### Les Canadiens à Passchendaele
À l'automne 1917, après le grand succès de l'armée canadienne à la bataille de la crête de Vimy en avril de la même année, on envoie celle-ci dans le Sud de la Belgique.
Lors de la deuxième phase de la bataille, la 2e division australienne prend part aux combats de la route de Menin avec la 1re division australienne et la 9e division écossaise (en). Le 22 septembre, la 4e division australienne relève la 2e. Du 29 septembre au 1er octobre, la 2e division australienne participe à la bataille de Broodseinde (en).
Au début du mois d'octobre, les Canadiens sont envoyés pour prendre la relève de l'ANZAC et participer à l'offensive visant à prendre Passchendaele. Le 4 octobre lors d’une attaque allemande qui est repoussée, la 2e division atteint tous ses objectifs au prix de 2 174 victimes. À la bataille de Poelcappelle qui débute le 9 octobre sur un sol boueux, la 2e division ne peut gagner du terrain mais tient ses positions jusqu’au 27 octobre où elle est relevée. Le 26 octobre, l'offensive canadienne commence. L'avancée dans la boue et sous les tirs ennemis est lente, et les pertes sont lourdes. Malgré l'adversité, les Canadiens atteignent les abords de Passchendaele le 30 octobre, à la fin de la seconde attaque, sous une pluie battante.

## Bilan
La bataille de Passchendaele a finalement permis de soulager la pression sur l'armée française et le saillant d'Ypres a été enfoncé de 8 kilomètres. Mais les pertes (morts, blessés et disparus) s'élèvent à environ 8 500 Français, 4 000 Canadiens, 250 000 Britanniques, dont au moins 40 000 disparus, le plus souvent noyés dans la boue, et 260 000 Allemands.
David Lloyd George, Premier ministre du Royaume-Uni de 1916 à 1922, dira : « Passchendale sera pour toujours au premier rang des batailles les plus gigantesques, les plus sanglantes et les plus inutiles de l’histoire ».

## Décorations
- FLANDRES 1917 est inscrit sur le drapeau des régiments cités lors de cette bataille.
- Au Canada, PASSCHENDAELE est le nom de l'honneur de bataille inscrit sur le drapeau des régiments cités lors de cette bataille.

## Dans la culture
- Le groupe de heavy metal Iron Maiden a composé une chanson traitant de cette bataille dans son album Dance of Death en 2003 : Paschendale.
- Le groupe de power metal suédois Sabaton a écrit deux chansons en référence à cette bataille : A Ghost in the Trenches (The Great War)[2] et The price of a Mile (The Art of War)[3].
- Le musicien irlandais Chris de Burgh a également écrit une chanson ayant pour thème la lettre qu'un soldat britannique écrit à sa belle, lettre qui est en fait une mélodie pour oublier la peur et l'horreur de cette bataille qui vient (This Song for You, sur l'album Spanish Train and Other Stories (en), 1975).
- God Dethroned, groupe de death/black néerlandais, a composé un album entier sur cette bataille : Passiondale (2009).
- Le groupe ukrainien 1914 a relaté cette bataille dans sa chanson Passchenhell.
- Le personnage d'Arthur Shelby fait mention de la bataille dans la série Peaky Blinders.
- Le jeu vidéo Battlefield 1 comprend Passchenhell en tant que carte, dans le DLC "Apocalypse" sorti en 2018
- Le film La Bataille de Passchendaele (2008), réalisé par Paul Gross, relate des évènements de cette bataille.
- Le roman fantastique Requiem pour les fantômes (2024) écrit par Katherine Arden, a pour cadre la bataille de Passchendaele et ses suites.

## Divers
- Douglas McKie, historien des mathématiques, blessé à Passchendaele, interrompt sa carrière dans l'infanterie des suites de sa blessure.
- Dave Gallaher (joueur de rugby à XV, capitaine des « Originals » néo-zélandais) est décédé le 4 octobre 1917 au combat à Passchendaele.
- Nellie Spindler, staff nurse est tuée le 21 août 1917 par un shrapnel qui traverse sa tente à la no 44 Casualty Clearing Station basée à Brandhoek, entre Poperinge et Ypres.